# 豊田市立稲武小学校
豊田市立稲武小学校（とよたしりつ いなぶしょうがっこう）は、愛知県豊田市稲武町にある公立小学校。

## 概要
- 旧・東加茂郡稲武町の小学校であり、校区は 稲武町、大野瀬町、押山町、小田木町、川手町、黒田町、桑原町、御所貝津町、冨永町、中当町、夏焼町、野入町、武節町である。公立中学校に進学する場合は豊田市立稲武中学校へ進学する[1]。

## 沿革

### 略歴
稲武町の小学校は、明治5年（1872年）8月15日、設楽郡武節村の一円寺に郷学校として明月清風校（後の稲武町立稲橋小学校）として設置された。設置には稲橋村の豪農、古橋暉皃・古橋義真親子が尽力し、開設時の教具、教員の給料、校舎の維持費などの経費は全て古橋家が寄付し、学校の経営資金は約10年にわたり古橋家が負担した。明月清風校は学制発布後の明治6年（1873年）6月に第9中学区第43番小学明月清風校となり、清風館（後の豊田市立築羽小学校。2012年廃校。）を分離している。明治7年（1874年）8月16日には校舎が新築され、開校式を行った。明治8年（1875年）には押山村に押山学校（後の稲武町立押川小学校）、小田木村に小田木学校（後の稲武町立小田木小学校）、大野瀬村に大野瀬学校（後の稲武町立大野瀬小学校）を分離し、明治9年（1876年）に公立稲橋学校となった。明治16年（1883年）には野入村に稲橋学校野入分教場（後の稲武町立稲橋小学校野入分校）を設置している。明治12年（1879年）4月27日には黒田村に小田木学校黒田分教場が設置されたが明治20年（1887年）に廃校。後の明治25年（1892年）10月に黒田尋常小学校（後の稲武町立黒田小学校）として復活した。
稲武町の小学校の統合は、昭和55年（1980年）に稲武町から提案が行われ、2段階で行われた。

### 年表
出典：
- 1980年（昭和55年）2月 - 稲武町より稲武町の小学校（稲橋小学校、稲橋小学校野入分校、黒田小学校、押川小学校、小田木小学校、大野瀬小学校）の統合が提案される。統合校舎の予定地は稲武町中心部となることから、先に予定地に近い小学校（稲橋小学校、稲橋小学校野入分校、黒田小学校、押川小学校）を統合し新設、その後距離がある地域の小学校（小田木小学校、大野瀬小学校）を新設校に統合することとなる。
- 1981年（昭和56年）
  - 2月 - 統合校の名称が「稲武町立稲武小学校」に決定する。
  - 4月22日 - 起工式を行う。
- 1982年（昭和57年）
  - 3月24日 - 黒田小学校の廃校式を行う。
  - 3月25日 - 押川小学校の廃校式を行う。
  - 3月26日 - 稲橋小学校の廃校式を行う。
  - 3月27日 - 稲橋小学校野入分校の廃校式を行う。
  - 4月1日 - 第1次統合により、稲武町立稲武小学校として開校。
  - 4月7日 - 開校式を行う。
- 1984年（昭和59年）4月1日 - 第2次統合により、小田木小学校、大野瀬小学校を統合する。
- 1985年（昭和60年）2月10日 - 校歌披露。（作詞：芳賀登、作曲：團伊玖磨）
- 2005年（平成17年）4月1日 - 稲武町が豊田市に編入される。同時に豊田市立稲武小学校に改称。2学期制の導入。

## 交通アクセス
- とよたおいでんバス【7系統、稲武・足助線】「稲武」バス停より徒歩約8分。
- 稲武地域バス押山線「稲武支所北」バス停より徒歩約3分。

## 周辺施設
- 豊田市役所稲武支所
- 豊田市立稲武中学校
- 豊田市立稲武こども園
- 道の駅どんぐりの里いなぶ